# Stora Görsjön
Stora Görsjön är en sjö i Mora kommun i Dalarna och ingår i Dalälvens huvudavrinningsområde. Sjön har en area på 0,76 kvadratkilometer och ligger 364,6 meter över havet. Sjön avvattnas av vattendraget Drafsån.

## Delavrinningsområde
Stora Görsjön ingår i det delavrinningsområde (673331-141440) som SMHI kallar för Utloppet av Stora Görsjön. Medelhöjden är 385 meter över havet och ytan är 3,47 kvadratkilometer. Räknas de 2 avrinningsområdena uppströms in blir den ackumulerade arean 17,83 kvadratkilometer. Drafsån som avvattnar avrinningsområdet har biflödesordning 4, vilket innebär att vattnet flödar genom totalt 4 vattendrag innan det når havet efter 377 kilometer. Avrinningsområdet består mestadels av skog (59 procent). Avrinningsområdet har 0,76 kvadratkilometer vattenytor vilket ger det en sjöprocent på 21,9 procent.